# Callispa filiformis
Callispa filiformis es un coleóptero de la familia Chrysomelidae.
Fue descrita científicamente por primera vez en 1992 por L Medvedev.